# Cardiocondyla ectopia
Cardiocondyla ectopia är en myrart som beskrevs av Roy R. Snelling 1974. Cardiocondyla ectopia ingår i släktet Cardiocondyla och familjen myror. Inga underarter finns listade.